# Open Programming Language
Pour les articles homonymes, voir OPL.
 (février 2024).
Si vous disposez d'ouvrages ou d'articles de référence ou si vous connaissez des sites web de qualité traitant du thème abordé ici, merci de compléter l'article en donnant les références utiles à sa vérifiabilité et en les liant à la section « Notes et références ».
L’OPL (pour Open Programming Language, précédemment Optimization Programming Language ou Organiser Programming Language) est le langage de programmation des ordinateurs Psion, apparu sur les modèles MC, comme dérivé du POPL des Organiser I et II.
Il existe une version pour les Series 3, une version étendue pour les Series 3a, 3c, Siena et 3 MX (gestion du niveau de gris, du plus grand écran etc.), et une version pour Series 5, très différente, gérant, par exemple, les menus cascadés ou l'écran tactile.
Il est possible de faire tourner les programmes écrits pour Series 3 en mode compatibilité sur les ordinateurs plus récents de la même architecture.
C'est un langage facile d'abord, grâce à la bonne documentation fournie par PSION, souvent à l'achat du matériel, et grâce à la présence, sur l'appareil, de l'éditeur de programmes et du compilateur.
Le langage est procédural, les variables sont typées et déclaratives, et le code est semi-compilé (réversible avec le logiciel revtrans).
L'éditeur étant limité à 40 kio pour le texte source (mais il y a déjà moyen de faire beaucoup dans cette limite), il existe un programme additionnel permettant de gérer les include.
Il est aussi possible d'incorporer dans l'OPL des parties de code en C.